# Karol Świerczewski
Karol Świerczewski, dit le général Walter, né le 22 février 1897 à Varsovie, mort le 28 mars 1947 près de Jabłonki, est un général polonais qui fut docteur en sciences militaires, militaire soviétique en URSS et pendant la Guerre civile espagnole.
Il était général de l'Armée rouge, puis également de l'Armée polonaise de l'Est pendant la Seconde Guerre mondiale, et membre du Comité central des communistes polonais en URSS, du Parti ouvrier polonais.

## Biographie
Karol Świerczewski naquit dans une famille ouvrière de l'arrondissement de Wola, à Varsovie. Il termina deux classes à l'école universelle. En 1915, il travaillait à Varsovie dans l'usine Gerlach S.A., comme aide-tourneur. Après le commencement de la Première Guerre mondiale, en août 1915, il fut évacué vers la Russie profonde, d'abord à Kazan puis à Moscou.
Il adhéra à la Social-démocratie du royaume de Pologne et de Lituanie fondée par Rosa Luxemburg et Leo Jogiches, ancêtre du Parti communiste de Pologne. À partir de janvier 1916, il travailla comme tourneur à l'usine Provodnik, à Moscou. Peu après il fut appelé dans l'Armée russe et envoyé au front. En 1917, il revint à Moscou et après la Révolution d'Octobre, il prit parti pour les bolchéviques et entra dans la 1e brigade de la Garde rouge, à Moscou.

### En Russie soviétique
Entré dans l'Armée rouge, Świerczewski combattit en 1918 les armées blanches, notamment de l'ataman Kalédine sur le front Sud. À l'occasion du premier anniversaire de la Révolution d'Octobre, il entra au Parti communiste de l'Union soviétique et devint commissaire politique dans l'Armée rouge. En novembre 1918, il prit part aux combats pour mettre fin aux soulèvements antibolchéviques en Ukraine, contre le général Skoropadsky. En 1919, il devint commandant de compagnie de l'Armée rouge, compagnie qu'il commanda aux combats sur le Donets. Il combattit les troupes de Krasnov et du général Dénikine. Il devint par la suite commandant de bataillon et fut décoré en 1920 de l'ordre du Drapeau rouge.
Pendant la guerre Guerre russo-polonaise de 1920, il demanda à être envoyé sur le Front Ouest et combattit avec l'armée de Toukhatchevski, en tant que commandant du 5e bataillon contre des unités de l'armée polonaise — entre autres celles de Rzeczyca[Laquelle ?], Kalinowice[Laquelle ?] et Mazyr. En juin 1920, il fut par deux fois blessé à la bataille de Chobnoje.
En 1921, il dirigea l'école supérieure d'infanterie, puis il devient Commissaire politique (dans les biographies officielles de l'époque de la République populaire de Pologne, il est écrit qu'il était conférencier). Dans le gouvernement de Tambov, il aida à l'écrasement d'une insurrection paysanne dirigée par A. Antonov. Il fut ensuite envoyé à l'école supérieure d'infanterie de commandants de régiment et la termina en 1924. Il fréquenta ensuite à l'Académie militaire Frounzé jusqu'en 1927.
À la sortie de l'Académie militaire Frounzé, il prit la fonction de chef d'état-major de régiment de cavalerie, et en 1929, il devint chef du IVe état-major général de l'Armée rouge. Il remplit cette fonction jusqu'en 1931 et fut mis à la disposition de l'état-major général jusqu'au départ en Espagne en 1936. Durant cette période, il fut commandant de l'école militaro-politique et membre de la section polonaise des Brigades internationales, dans lesquelles les communistes polonais étaient entraînés et envoyés ensuite en tant qu'agents du GRU/NKVD en Pologne.

### Guerre civile espagnole
Durant les années 1936-1938, Świerczewski prit part à la guerre civile en Espagne, sous le pseudonyme du « général Walter ». Il commanda successivement la XIVe brigade internationale La Marseillaise, la section A et la section internationale 35. Il ne prit cependant pas de commandement sur une brigade composée de communistes polonais, ceux-ci se trouvant dans la XIIIe Brigade internationale Jarosław Dąbrowski (pl). Il participa aux combats sur le Front Sud, notamment à Montoro, Lopera et près de Cordoue. En 1937, il prit le commandement de la section A (formée de la Ve brigade et de la XIXe), qui se battait dans la région de Madrid. Il prit ensuite le commandement de la section internationale 35 de l'Armée républicaine espagnole. Il se distingua à l'offensive de Saragosse et au front d'Aragon. En dehors des combats contre les nationalistes, il menait des opérations de « nettoyage » dans les rangs des brigades internationales, exécutant les prisonniers de guerre et ses propres subordonnés.
Karol Świerczewski devint par ailleurs ami de l'écrivain Ernest Hemingway et lui inspira peut-être le personnage du général Golz dans Pour qui sonne le glas.
En juin 1938, il reçut l'ordre de retourner en URSS, où il fut mis à la disposition du siège principal des cadres du Commissariat national de Défense (NKO). Il fut par la suite décoré de l'Ordre du Drapeau rouge et de l'Ordre de Lénine. Il écrivit à la même période une étude concernant les Brigades internationales sur le Front de Saragosse et reçut le Prix Staline. Il fut mis à la disposition du siège des cadres de l'Armée rouge. Pendant les Grandes Purges, il fut arrêté avec son frère Maxime, mais fut néanmoins libéré en 1940 et devint chargé de cours à l'Académie militaire Frounze jusqu'en 1941. Il fut promu général de brigade de l'Armée rouge en 1940. De janvier à juin 1941, il était à la tête du cours des Groupes spéciaux à l'Académie militaire Frounze.

### Seconde Guerre mondiale
Dès le déclenchement de l'opération Barbarossa, Świerczewski commanda la 248e division d'infanterie sur le Front Ouest. En raison d'erreurs de manœuvre et de commandement, la 248e division subit de lourdes pertes et fut finalement détruite en novembre 1941 à Viazma, au cours de sa retraite. Sur les dix mille soldats que commandait initialement Świerczewski, il n'en restait que cinq. Étant donné l'incompétence flagrante et le problème d'alcoolisme de "Walter", le commandement le chargea pendant deux ans d'instruire les réservistes de la 43e brigade de réserve du district militaire de Sibérie. Cette décision fut prise par Joukov, qui ne voulait pas irriter Staline, personnellement favorable à son intégration dans l'Armée rouge. L'alcoolisme de Świerczewski, aux conséquences dramatiques pour ses soldats, est évoqué par Zygmunt Berling dans ses Mémoires. De février 1942 à juin 1943, il fut commandant de l'École des officiers de Kiev.

### Général polonais
En août 1943, Staline envoya "Walter" organiser les forces armées polonaises d'URSS. Le 18 août 1943, il entre dans le camp de Sielce à Varsovie sur Oka en tant que commandant adjoint du 1er Corps des forces armées polonaises d'URSS. En janvier 1944, il est membre du bureau central des communistes polonais en URSS.
En mars 1944, il devint général de division et fut nommé commandant adjoint aux affaires maritimes de la 1re armée polonaise. Son alcoolisme et son mépris de la vie et de la santé de ses soldats provoquèrent de graves conflits entre lui et le général Berling, chef de la 1re armée polonaise. En partie pour ces raisons, il fut écarté du commandement d'août à septembre 1944. Il organise la 2e armée polonaise et, suivant les plans de réorganisation de l'armée polonaise, d'octobre à novembre 1944, il organisa la 3e armée polonaise qui ne fut pas créée, faute d'un nombre suffisant d'officiers.
En décembre 1944, il commandait la 2e armée polonaise pendant l'opération Lusace, dans le cadre de la bataille de Berlin). Il prit part aux combats dans la région de Lusace, ce qui aboutit à la désastreuse bataille de Bautzen fin avril 1945. Il commanda ensuite en Bohême pour libérer Prague en mai 1945. Il s'y distingua encore une fois par son incompétence. Ce n'est que grâce à l'intervention du maréchal Koniev que les renforts de troupes soviétiques et le rassemblement des forces polonaises permirent à la 2e armée polonaise d'éviter la débâcle totale. Mais elle subit à la Bataille de Bautzen, une écrasante défaite face à des forces allemandes regroupées. Les pertes polonaises dans l'opération Lusace furent énormes.
En deux semaines, en 1945, la 2e armée perdit 57 % de ses chars et subit de lourdes pertes : 4 902 soldats tués, 2 798 disparus et 10 532 blessés, soit près de 27 % de toutes les pertes de l'Armée nationale polonaise sur le front en vingt mois, d'octobre 1943 à mai 1945. Cet échec est dû en particulier aux erreurs de Świerczewski, à son alcoolisme et aux conflits constants entre lui et ses subordonnés, qui refusaient d'obéir à des ordres jugés fantaisistes. Ses décisions étaient fortement critiquées, notamment par le général Waszkiewicz, qui trouva la mort à Bautzen.
Malgré ses erreurs de commandements et la destruction des troupes qu'il commandait, il fut promu général de division, puis à la fin de la guerre, général inspecteur des armées et enfin commandant du district militaire III à Poznań. Les historiens militaires polonais Grzelak, Stańczyk et Zwoliński critiquent sévèrement le style de commandement de Świerczewski  : 

« La faute quant aux échecs et aux pertes subies incombe au commandement de l'armée, et pour part aussi au commandement tactique et aux troupes agissant indépendamment. Aucun ne sut dans les moments difficiles des combats préserver la continuité du commandement, et souvent prit des décisions contraires aux principes élémentaires du combat. [...] La principale responsabilité incombe néanmoins directement au commandement de l'armée, qui [...] amena à la déréliction de ses forces, et face au danger il ne sut les concentrer au bon moment sur les lieux les plus importants. »

À partir de 1944, il fut membre du comité central du Parti ouvrier polonais. À partir du 14 février 1946, il remplit la fonction de second vice-ministre de la Défense nationale. Dans les années 1944-1947, il était membre du Parlement national. Le 19 janvier 1947, à la suite des résultats électoraux truqués par les communistes, il fut élu membre au Parlement. Durant son mandat, il participa aux purges politiques staliniennes, notamment en retirant l'amnistie aux soldats de l'Armée de l'Intérieur (Armia Krajowa) condamnés à mort. Il participa à d'autres actes de répression contre les soldats de l'AK.

## Décès
En mars 1947, il part pour une inspection de garnison dans les Bieszczady, où avaient eu lieu des combats contre des partisans de l'UPA. Il est décédé le 28 mars à Jabłonki au sud de Baligród. À la suite de son décès, une commission spéciale est mise en place, menée par Anatol Fejgin, Józef Różański et le service de renseignements principal de l'armée polonaise ("Główny Zarząd Informacji Wojska Polskiego"). Selon la version officielle, K. Świerczewski est tombé sous les balles d'un commando organisé par l'UPA, surnommé "Bira". En réalité, le commando de l'UPA ayant exécuté Świerczewski était celui de Stepan Stebelski "Chrina", qui attendant un transport est tombé sur l'inspection armée menée par le général. Mais les circonstances obscures de la mort de Świerczewski ont conduit à diverses théories alternatives concernant sa mort.
La commission déclara que K. Świerczewski avait été tué par deux balles, transperçant l'uniforme du général, qui est gardé au Musée de l'Armée polonaise, et sur lequel se trouvent trois traces de balles, il s'y trouve aussi des traces au dos de l'uniforme dont la cause est vraisemblablement une baïonnette ou d'un autre instrument tranchant. Une partie des historiens contemporains, engagés dans les recherches à la suite de la chute du communisme en Pologne en 1989, considèrent que Świerczewski aurait pu être sacrifié par le commandement et le parti afin que sa mort soit le prétexte à la mise en place de l'Opération Vistule, même si la théorie n'est pas corroborée. Mais le peu de pertes du côté de l'armée polonaise dans l'embuscade laisse planer le doute (trois morts alors que le 1er avril 1947 sur la même route étaient décédés près de 30 à 32 soldats).

## Légende

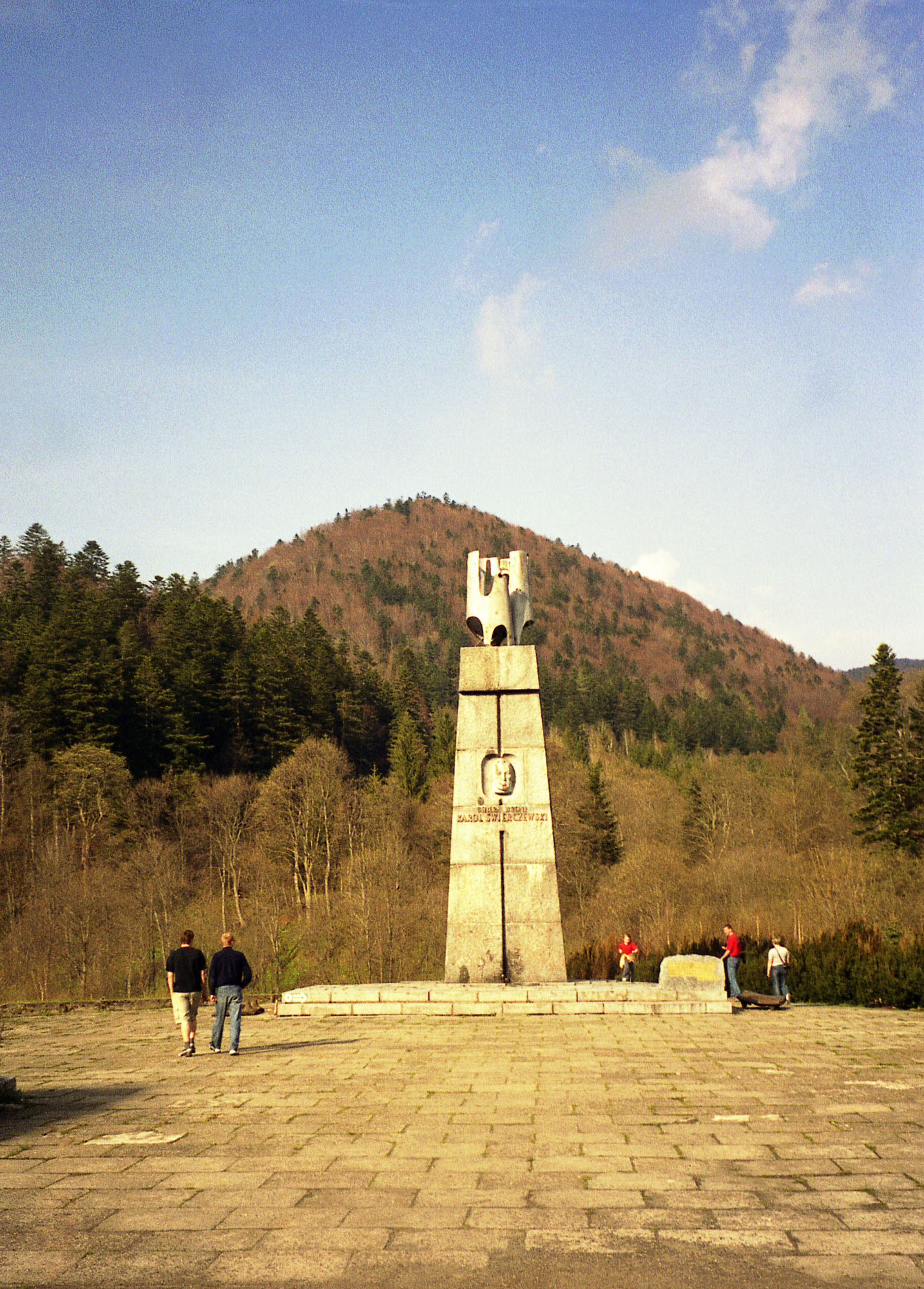
Monument érigé sur le lieu de sa mort

Après la mort de Karol Świerczewski, les autorités communistes polonaises en firent un symbole national et une icône de la propagande communiste. Le « général Walter » devint ainsi le héros de divers mythes et légendes, bien peu en rapport avec la réalité. Même s'il n'affichait pas ses origines et se déclarait athée, les autorités organisèrent pour lui des funérailles nationales catholiques. Il fut enterré le 1er avril 1947 au cimetière militaire de Varsovie, en présence des autorités du parti, de l'État et de l'Église.
De nombreuses institutions, usines et rues, furent renommées en son honneur, entre autres l'avenue Świerczewski à Varsovie, l'Académie d'État-major général de Rembertów, l'Académie d'éducation physique de Varsovie, l'Académie de médecine de Poméranie à Szczecin, l'usine VIS à Varsovie. Beaucoup d'entre elles ont changé d'appellation dans les années 1990.

## Depuis 1989
Dans la Pologne postcommuniste actuelle, on le juge beaucoup plus sévèrement, d'une part pour sa responsabilité dans la débâcle militaire d'avril 1945, et d'autre part en raison de son comportement politique douteux. À partir de cette année-là, avec la fin du Pacte de Varsovie et l'entrée au gouvernement du syndicat Solidarność, on lui a reproché son rôle dans l'installation du régime communiste en Pologne ; bon nombre de ses monuments ont alors disparu tandis qu'on rebaptisait les rues auxquelles on avait donné son nom. Le 21 mai 2003, l'organisation des anciens combattants polonais et des combattants pour l'indépendance a fait appel à l'Institut de la mémoire nationale (Instytut Pamięci Narodowej – IPN) pour rechercher jusqu'à quel point Karol Świerczewski, dans son activité politique avant et après 1945, avait commis des crimes contre la nation polonaise. Dans une lettre, l'organisation rappelait qu'il était « l'un de ceux qui avaient travaillé consciemment à l'asservissement de la nation polonaise en lui imposant par la force un régime communiste, vassal de Moscou ». Parmi les crimes imprescriptibles qu'on demandait à l'IPN d'élucider figuraient vingt-neuf condamnations à mort contre des soldats et des officiers polonais, que Świerczewski avait signées en tant que commandant de la Deuxième armée polonaise dirigée par les Soviétiques.